# يوكي أوهاشي
يوكي أوهاشي (باليابانية: 大橋祐紀) هو لاعب كرة ああقدم ياباني في مركز الهجوم، ولد في 27 يوليو 1996 في تشيبا في اليابان. لعب مع شونان بلمار.

## وصلات خارجية
- يوكي أوهاشي على موقع رابطة كرة القدم اليابانية للمحترفين (اليابانية)
- يوكي أوهاشي على موقع قاعدة بيانات كرة القدم.إي يو (الإنجليزية)
- يوكي أوهاشي على موقع ناشيونال فوتبول تيمز (الإنجليزية)
- يوكي أوهاشي على موقع Soccerway.com (الإنجليزية)
- يوكي أوهاشي على موقع عالم كرة القدم.نت (الإنجليزية)